# هیروتو یاماموتو
هیروتو یاماموتو (انگلیسی: Hiroto Yamamoto؛ زادهٔ ۱۶ اکتبر ۱۹۸۸) بازیکن فوتبال اهل ژاپن است.